# Eddy Blondeel
Le lieutenant-colonel Edouard « Eddy » Blondeel (Gand, 25 janvier 1906 – Bruxelles, 23 mai 2000) était le commandant durant la Seconde Guerre mondiale du 5e SAS belge. Après guerre, il devint le premier commandant du 1er régiment de parachutistes. Il prit sa retraite de l'armée en 1947 pour travailler comme ingénieur chez Wiggins Teape.

## Jeunesse
Eddy Blondeel est né à Gand le 25 janvier 1906. Il débuta ses études à la Deutsche Schule de Gand mais en 1914, à la suite de l'envahissement de la Belgique par l'Empire allemand, il est inscrit dans une école bilingue (français/néerlandais) de l'état.
Il pratique dans sa jeunesse le basketball, l'escrime et l'aviron et devint scout à l'âge de 13 ans; ce qui selon lui l'a aidé à développer son caractère. Juste avant la Seconde Guerre mondiale, il fut nommé commissaire provincial des Boy-Scouts de Belgique (BSB) pour la Flandre en 1927 et en septembre 1946, commissaire national.
Il fit des études d'ingénieur à l'université de Gand.
En 1929, il est milicien au 1er régiment d'artillerie à cheval et passa de soldat à maréchal des logis en une année. Il est rappelé sous les drapeaux en 1932 comme adjudant, puis une seconde fois en 1934 comme sous-lieutenant.
Après son service militaire, il travailla comme ingénieur. Voulant s'engager plus avant socialement, il décida en 1934 de reprendre des études de médecine et de se spécialiser en dentisterie. À la suite des bons résultats engrangés à la VUB, il obtient une bourse pour poursuivre ses études à l'université Northwestern près de Chicago où il décroche le diplôme américain de Doctor of Dental Surgery.

## Seconde Guerre mondiale
En 1940, il reçoit l'ordre de se rendre à Joliette au Québec, au centre d'instruction pour les Belges vivant en Amérique du Nord. En juin 1941, les Belges embarquent pour l’Écosse pour être incorporés dans les forces belges de Grande-Bretagne et former le 2e bataillon de fusiliers. En mai 1942, il est nommé commandant en second puis commandant à la suite de la mise à l'écart pour blessure du commandant de la 1st Independant Belgian Parachutist Company. La compagnie s'entraine à divers endroits du Royaume-Uni, incluant l'école de parachutisme de Ringway près de Manchester, l’Airborne centre de Hardwick et la base de planeurs de Brize Norton. En 1943, les Belges poursuivent leur formation à Inverlochy Castle et termine leur entrainement en Écosse avec les autres unités SAS.
En janvier 1944, Blondeel devient le commandant du 5e régiment de SAS belge.
Comme chef, Blondeel fut très populaire et doué d'une mémoire exceptionnelle. Il avait également un côté charmant et légèrement excentrique. On raconte qu'un peu avant un largage derrière les lignes ennemies, il révisait le russe dans le but de préparer une éventuelle rencontre avec les troupes soviétiques.
En 1944, il est décidé que les SAS belges seraient gardés en réserve. Dans un premier temps, Blondeel pense que c'est pouvoir plus tard participer à la libération de la Belgique. Le brigadier McLéod, commandant la brigade SAS, l'informe que les autorités belges ne désirent pas que les SAS soient les premiers à pénétrer en Belgique. Blondeel tenta sans succès d'en obtenir la raison auprès du gouvernement belge. McLéod trouva également étrange la décision du gouvernement et ne fut autorisé qu'à préparer des parachutages en France. Il fut dès lors décidé que 14 escouades de parachutistes belges serait larguées en France. Blondeel passant outre aux décisions politiques, donna comme mission au lieutenant Renkin de prendre contact avec la résistance belge. Renkin fut parachuté en France. Lorsque Blondeel eut la confirmation par radio que Renkin avait bien passé la frontière belge, il demanda au brigadier McLéod de pouvoir avec quelques hommes rejoindre Renkin. Quand Blondeel montra du doigt la zone souhaitée de parachutage, le brigadier fit remarquer que cette zone était située en Belgique, ce à quoi Blondeel répondit nonchalamment qu'il ne l'avait pas remarqué. Le brigadier répliqua que dans ce cas là, lui non plus n'avait rien remarqué.
Ainsi, le 28 août 1944, Blondeel, alors major, est parachuté avec quelques hommes près de Gedinne, dans la forêt ardennaise et rejoint le maquis avec lequel il mène avec succès une série d'embuscades contre les troupes allemandes en retraite. Il y recevra un message de Londres affirmant que Le gouvernement belge n'est pas content. Après la guerre, Blondeel expliquera que c'est pour que la brigade du général Piron soit la première en Belgique que les SAS furent gardés en réserve.
Quoi qu'il en soit, peu de temps après cette opération, l'escouade se rendit à Bruxelles où Blondeel pu revoir son épouse et ses 2 filles après 5 ans d'absence.
Du 20 au 23 décembre 1944, une détachement de jeeps armées sous le commandement de Blondeel participe à des missions de reconnaissance dans la zone de Marche pour le compte de la 29e brigade blindée britannique. Du 28 décembre au 14 janvier 1945, il effectue le même type de mission avec succès pour la 6e division aéroportée britannique.
C'est grâce à l'organisation de Blondeel et à l'entrainement que cette unité su s'adapter aussi parfaitement à son nouveau rôle et s'intégra aux troupes britanniques.
Le régiment a à son actif de nombreuses arrestations de criminels de guerre nazis dont Joachim von Ribbentrop à Hanovre et le gouvernement Dönitz à Flensbourg.
Juste avant la reddition allemande, l'escouade de Blondeel qui opérait près de Godensholt reçut une mission qui aurait pu lui occasionner de lourdes pertes mais juste avant le départ de la patrouille, l'ordre de cesser le feu tomba. Blondeel réuni son escouade pour fêter l'évènement et joua au piano des mélodies classiques et populaires et termina par Auld Lang Syne. « Nous devons maintenant faire face aux incertitudes et à la complexité de la paix », fit-il remarquer.
Après la guerre, il fut promu lieutenant-colonel.

## Après-guerre
Avant de quitter l'armée, il s'assura que son unité ne serait pas dissoute et créa en 1947 à Schaffen l'école de formation parachutiste autonome. Il fonda également l'association régimentaire des SAS belges dont il fut élu président.
En 1947, Blondeel reprit ses fonctions d'ingénieur dans une fabrique de papier jusqu'en 1981, année ou il prit sa pension âgé de 75 ans.
Il continua de servir la Belgique de différentes façons ; il fut commissaire général des BSB, élu gouverneur du Rotary Club belge et président de l'association d'officier de réserve Mars et Mercure. Il accepta également divers postes universitaires de professeur visiteur au Canada et aux États-Unis.

## Vie personnelle
Il épousa en 1932, Elza Francisa Van Gorp, avec qui il eut 2 filles. Il décéda en 2000 à Bruxelles à l'âge de 94 ans.

## Décorations
- Officier de l'Ordre de Léopold avec palme;
- Commandeur de l'Ordre de la Couronne ;
- Commandeur de l'ordre de Léopold II avec palme;
- Croix de guerre 1940-1945 belge avec palme ;
- Médaille commémorative de la guerre 40-45 avec glaives croisés ;
- Officier de l'Ordre national de la Légion d'honneur[Quand ?] ;
- Croix de guerre française 1939-1945 avec palme ;
- Croix de guerre luxembourgeoise ;
- Lion de Bronze[5] ;
- Compagnon de l'Ordre du Service distingué ;
- 1939-45 Star ;
- France and Germany Star ;
- Defence Medal ;
- War Medal 1939-1945

## Source
- (en) Cet article est partiellement ou en totalité issu de l’article de Wikipédia en anglais intitulé « Eddy Blondeel » (voir la liste des auteurs).